# 2020 en Alberta
Chronologie de l'Alberta
- 2016
- 2017
- 2018
- 2019
- 2020
- 2021
- 2022
- 2023
- 2024

Cette page concerne des événements qui se sont produits durant l'année 2020 dans la province canadienne de l'Alberta.

## Politique
- Premier ministre : Jason Kenney
- Chef de l'Opposition : Rachel Notley
- Lieutenant-gouverneur : Lois Mitchell puis Salma Lakhani
- Législature :

## Événements
- L' Alberta Premium, distillé à Calgary a été déclaré meilleur whisky du monde[1].

- 26 août : Salma Lakhani remplace Lois Mitchell au poste de lieutenant-gouverneur de l'Alberta.

- 16 décembre : les premières doses du vaccin Pfiser contre la COVID-19 arrivent en Alberta[2]

## Décès
- 9 mars : Richard Kenneth Guy, né le 30 septembre 1916 à Nuneaton dans le Warwickshire et mort à  Calgary[3],  mathématicien britannique naturalisé canadien, professeur émérite de mathématiques à l'université de Calgary.

- 25 avril : Erin Babcock (née le 6 juin 1981[4]), femme politique canadienne.

- 25 mai : Louise Feltham (née le 22 mars 1935 et morte à Calgary[5],[6]) , femme politique canadienne, députée de la circonscription de Wild Rose à la Chambre des communes du Canada de 1988 à 1997.

- 4 juillet : Matthew « Matt » Farhang Mohtadi, né le 6 janvier 1926 à Téhéran et mort à Calgary[7], est un sportif iranien, pratiquant le basket-ball, le tennis de table, le tennis et le squash au niveau international.